# Carácter adiabático de las ondas
El carácter adiabático de las ondas es una propiedad física propia de las ondas mecánicas longitudinales.
Es un hecho conocido que la compresión de un fluido produce una elevación en su temperatura, salvo que el calor sea eliminado por algún proceso. Inversamente, una expansión va acompañada de una disminución de temperatura, a menos que se suministre calor. Cuando una onda longitudinal avanza a través de un fluido, las regiones comprimidas en cierto instante se encuentran claramente más calientes que las que están dilatadas. Se cumple, por tanto, la condición para que tenga lugar la conducción de calor desde una condensación a un enrarecimiento próximo. La cantidad de calor conducida por segundo y por unidad de superficie depende de la conductividad térmica del fluido y de la distancia entre una condensación y un enrarecimiento contiguos (medida de la longitud de onda).
Por otra parte, para las frecuencias ordinarias, por ejemplo, de 20 a 20 000 vibraciones por segundo, y aun para los mejores conductores, la longitud de onda es demasiado grande y la conductividad térmica demasiado pequeña para que pueda tener lugar una propagación de calor en una cantidad apreciable. Por consiguiente, las compresiones y los enrarecimientos son adiabáticos en lugar de isotermos. En la expresión que da la velocidad de una onda longitudinal en un fluido, {\displaystyle u={\sqrt {B \over \rho }}}, el módulo de compresibilidad B está definido por la relación:
{\displaystyle B={{variaci{\acute {o}}n\ de\ presi{\acute {o}}n} \over {variaci{\acute {o}}n\ de\ volumen\ por\ unidad\ de\ volumen}}}
La variación de volumen producida por una variación dada de presión depende de que la compresión (o expansión) sea adiabática o isoterma. Existen, por tanto, dos módulos de compresibilidad: el adiabático (Bad) y el isotérmico. En rigor, la expresión de velocidad de una onda longitudinal debería escribirse por tanto:
{\displaystyle u={\sqrt {B_{ad} \over \rho }}}
En el caso de un gas ideal, la relación entre presión y volumen durante un proceso adiabático está dada por:
{\displaystyle pV^{\gamma }=cte.}
Siendo γ la razón del calor específico a presión constante frente al calor específico a volumen constante. De esta ecuación encontramos que {\displaystyle B_{ad}=\gamma p}. Por consiguiente:
{\displaystyle u={\sqrt {\gamma p \over \rho }}}
Pero para un gas ideal tenemos que:
{\displaystyle {p \over \rho }={RT \over M}}
Siendo R la constante universal de los gases y M su masa molecular. Por tanto:
{\displaystyle u={\sqrt {\gamma RT \over M}}}
Y puesto que, para un gas dado, γ, R y M son constantes, la velocidad de propagación es proporcional a la raíz cuadrada de la temperatura absoluta.